# طوفان 2
مروحية طوفان (بالفارسية: توفان) هي مروحية عمودية هجومية إيرانية الصنع، فقد تم تصنيعها بمؤسسة الصناعة الجوية التابعة لوزارة الدفاع الإيرانية. وتُعتبَر مروحية طوفان النسخة الإيرانية للمروحية الأمريكية الصنع من طراز إيه إتش-1 سوبر كوبرا. فقد تم تصمیم وصنع هذه المروحیة علی أیدي خبراء مؤسسة الصناعة الجویة بوزارة الدفاع الإيرانية.

## خصاص
تُعَد مروحية طوفان 2 من احدث المقاتلات الإيرانية المصنعة محلياً، فهي مزودة بمجموعة قيمة من التقنيات الوطنية الإيرانية التي اكتسبتها المراكز الصناعية التابعة لوزارة الدفاع الإيرانية في مجالات الإلكترونيات والبصريات والليزر والسلاح، بالإضافة إلى ذلك ان هذه المروحية تَحضى بقدرات هجومية فائقة من خلال دقتها العالية في إصابة الأهداف.

## التسليح
تُعتبَر طوفان 2 مروحية عسكرية، حيث تم وضع رشاش اوتاميتك متحرك في جميع الاتجاهات على خرطوم المروحية من نوع VULCAN 20mm، حيث يمنح مروحية الطوفان قدرة أكبر لإطلاق النيران.
كما زودت مروحية الطوفان في كلا جانبيها ب38 صاروخاً مضاداً للدبابات بقطر 70 ملم.
كما وذكرت بعض المصادر العسكرية الغربية بأنهُ تم وضع رادار للتحذير في الجزء الخلفي للمروحية.
بالإضافة إلى ذلك ومن أجل تحصين المروحية فقد تم وضع ألواح فولاذية فوق قمرة الطيار، كما وتم تركيب زجاج مضاد للرصاص في المروحية.

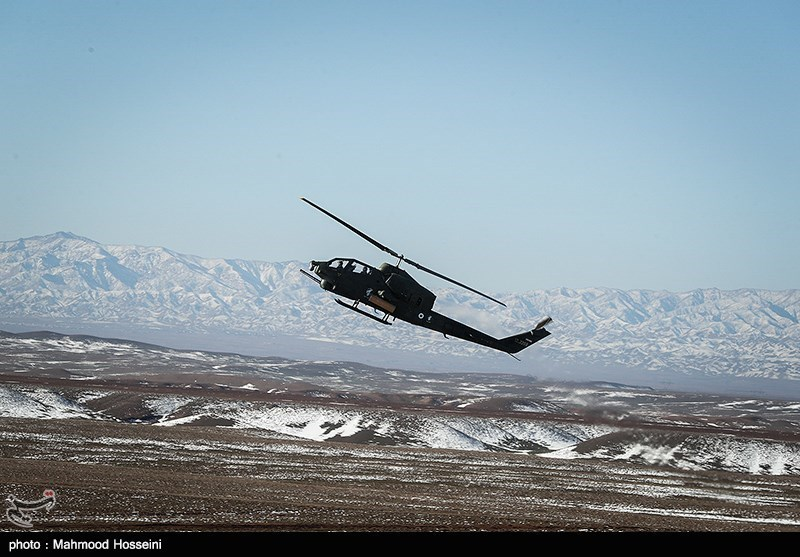
مروحية طوفان 2 إيرانية الصنع أثناء التحليق

## دخول الخدمة
تم تشغيل مروحية طوفان 2 المقاتلة التي تم تصنيعها بمؤسسة الصناعات الجوية التابعة لوزارة الدفاع الإيرانية، وافادت 'وكالة مهر للأنباء' نقلاً عن دائرة الإعلام الدفاعي التابعة لوزارة الدفاع الإيرانية :ان في اليوم 283 من عام الصناعة الوطنية ودعم العمل والاستثمار الإيراني وبحضور وزير الدفاع الإيراني العميد احمد وحيدي تم تشغيل مروحية طوفان 2 المصنعة محلياً.
وصرح وزير الدفاع الإيراني العميد وحيدي خلال حفل تشغيل وتسليم المروحيات :ان المروحية طوفان صُمِمَت وأُنتِجَت بفضل المتخصصين الإيرانيين بمؤسسة الصناعة الجوية التابعة لوزارة الدفاع الإيرانية

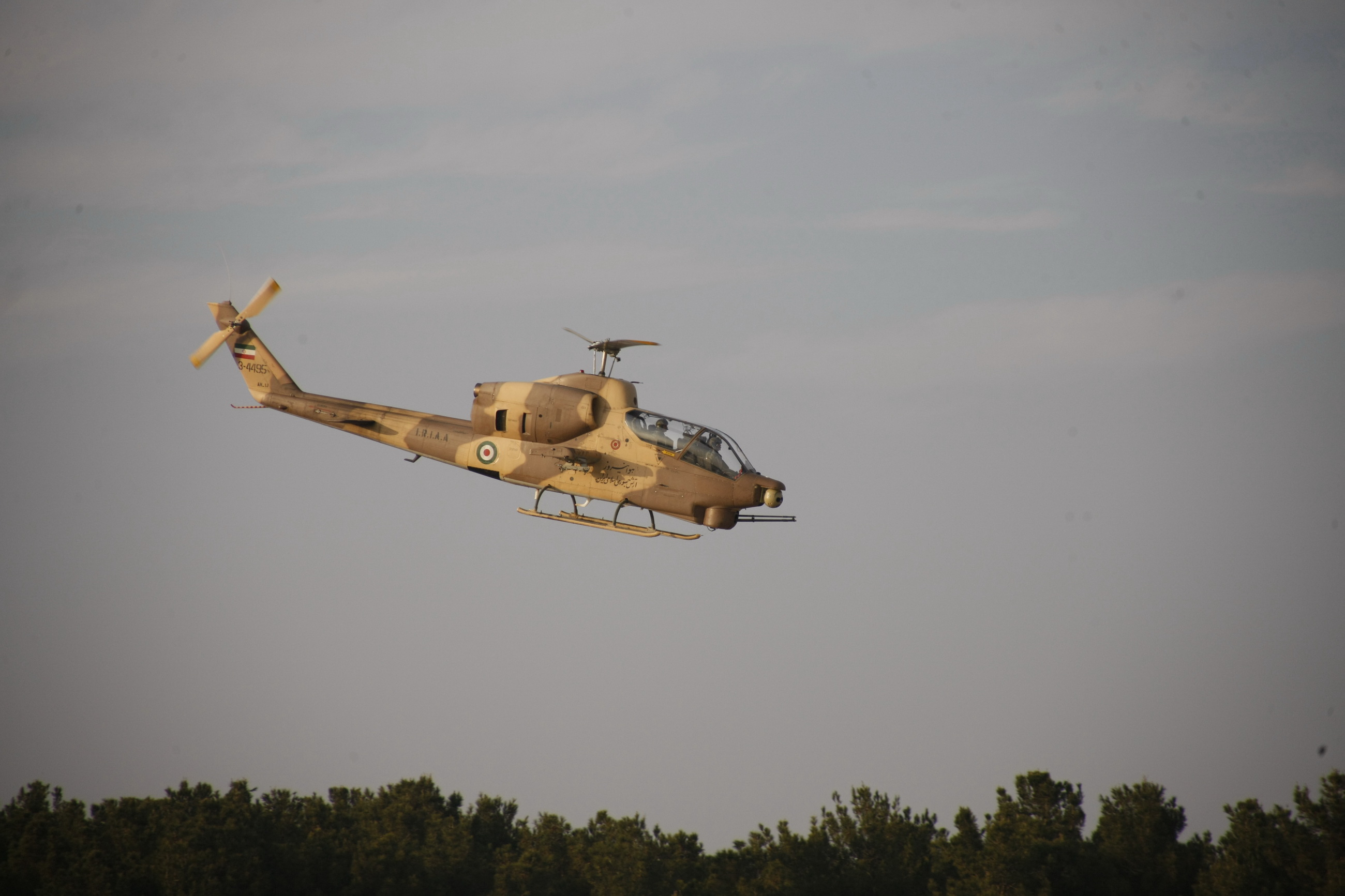
مروحية طوفان الإيرانية

## ردود افعال
- إسرائيل :نقل موقع تيك دبكا الاستخباري الإسرائيلي عن مصادر غربية، بأن القوات الإيرانية عرضت في المناورات التي تجريها مروحية مقاتلة هجومية، تم صناعتها كلياً في مصانع الصناعات الجوية الإيرانية واطلقوا عليها اسم الطوفان، وفقاً لهذه المصادر العسكرية الغربية والتي فحصت الصور التي ألتُقِطت لمروحية الطوفان الإيرانية.[5]
- إيران: قال وزير الدفاع الإيراني العميد احمد وحيدي ان بلادهُ تقطع في اطار إستراتيجية وزارة الدفاع اشواطاً كبيرة وسريعة في مجال الاكتفاء الذاتي في الصناعات الدفاعية وخاصةً الصناعات الجوية، مشيراً إلى ان مروحية طوفان هي جيل جديد من المروحيات الحربية الإيرانية المتطورة.[6]

## معلومات سريعة
| البلد   | إيران                                                                                       |
| المصنع  | مؤسسة الصناعة الجوية التابعة لوزارة الدفاع الإيرانية                                        |
| الوصف   | مروحية حربية هجومية                                                                         |
| الخصائص | مزودة بمجموعة من التقنيات الوطنية كالألكترونيات والبصريات والليزر                           |
| التسليح | رشاش اوتاميتك متحرك في جميع الاتجاهات من نوع VULCAN 20mm، صواريخ مضادة للدبابات بقطر 70 ملم |
| التحصين | تم وضع ألواح فولاذية فوق قمرة الطيار، تركيب زجاج مضاد للرصاص                                |
| الإنتاج | بلغة مرحلة الإنتاج المكثف                                                                   |

## معرض الصور

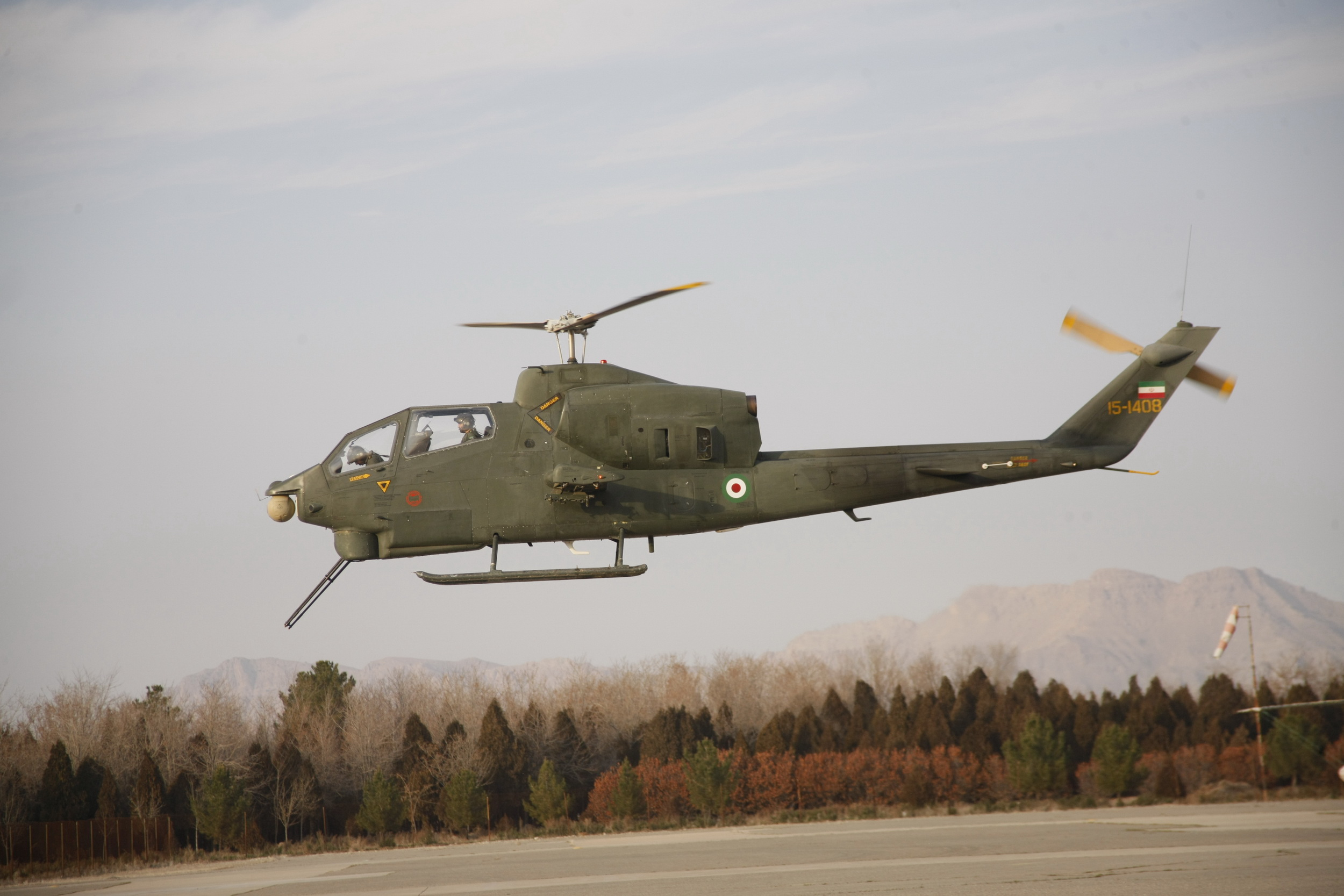
مروحية طوفان
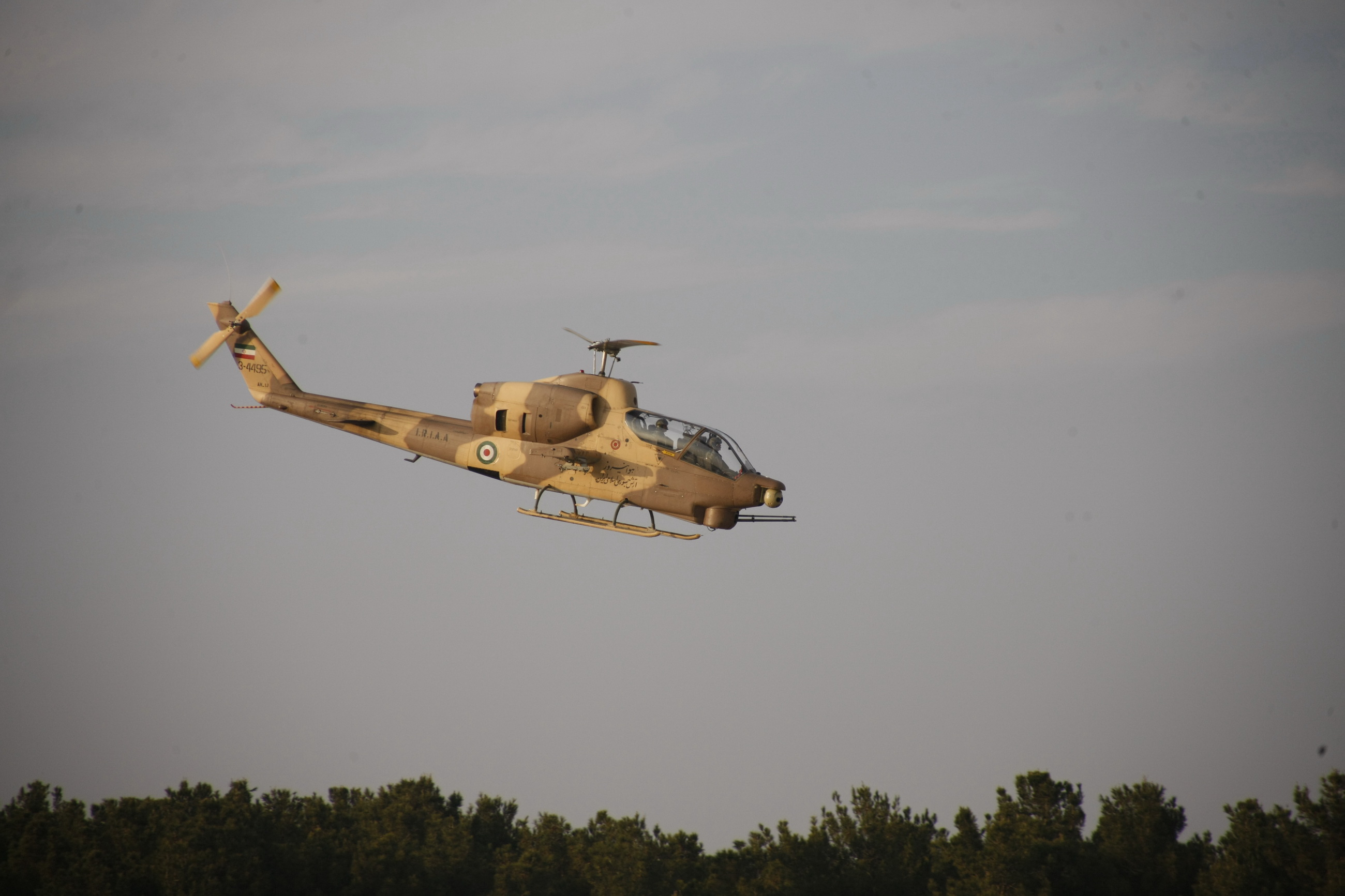
مروحية طوفان 2 الإيرانية
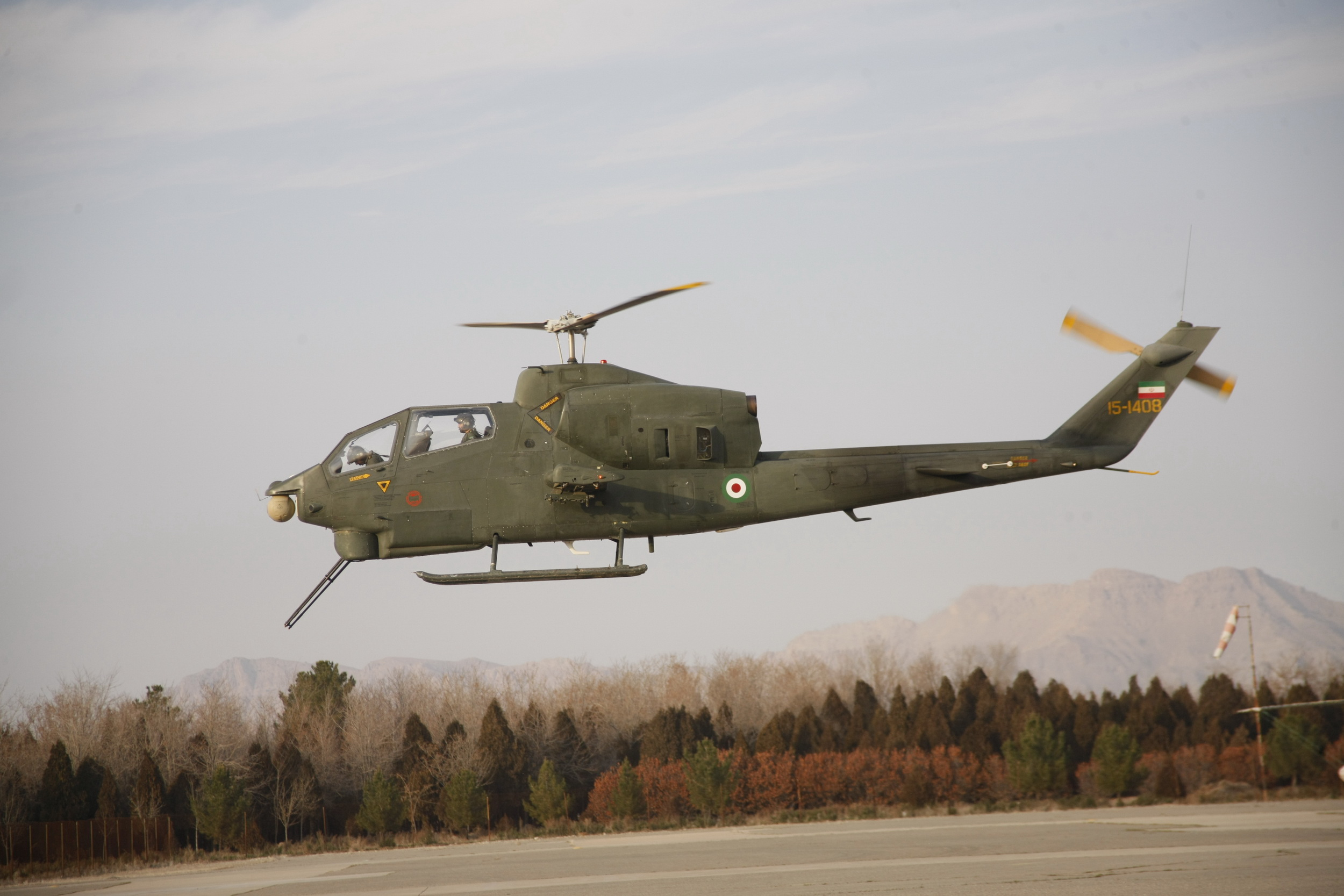
مروحية طوفان
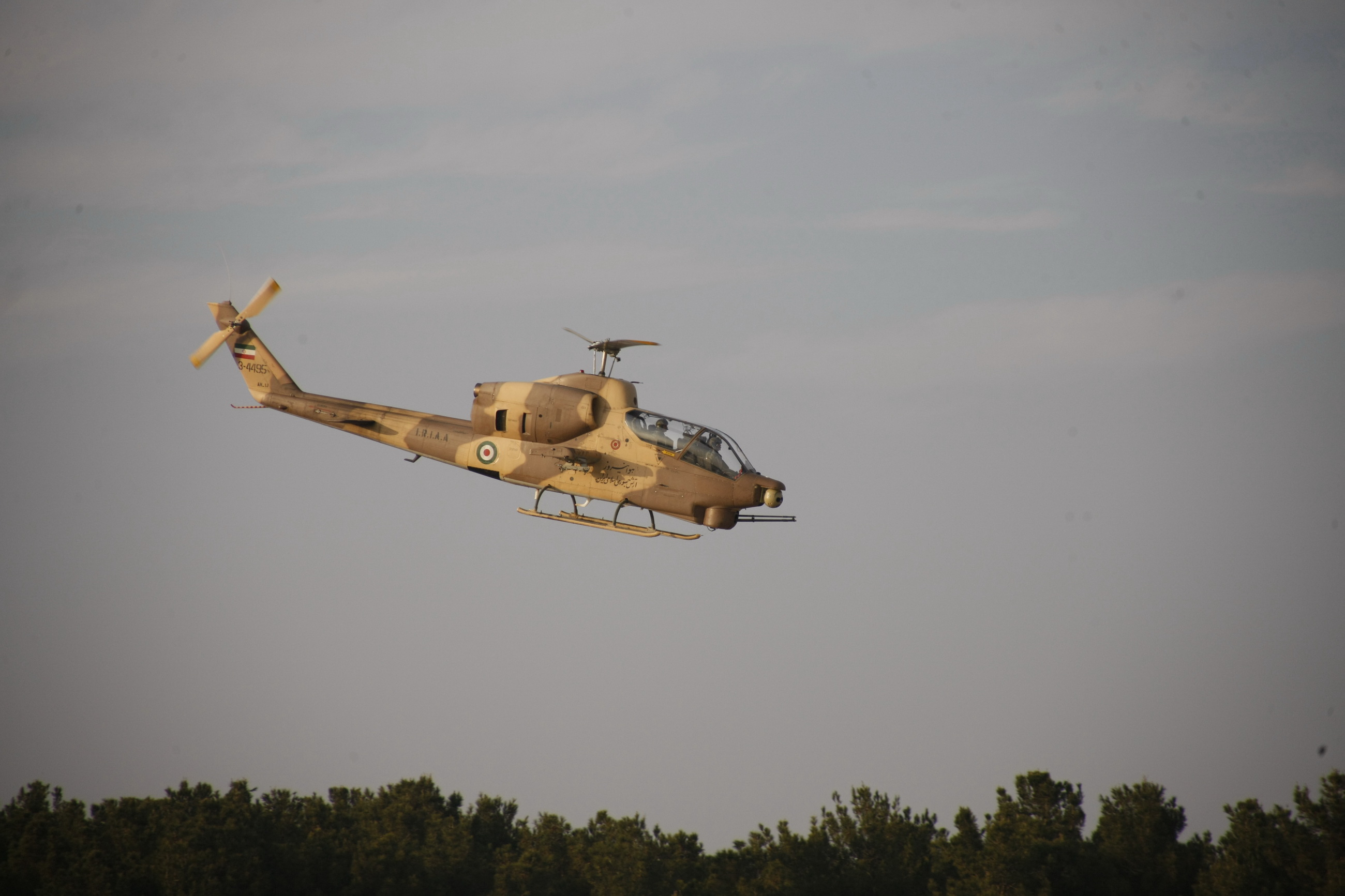
مروحية طوفان 2 الإيرانية